# 奧地利—哈薩克斯坦關係
奧地利–哈薩克關係泛指奧地利與哈薩克之間的雙邊關係。
奧地利與哈薩克之間簽有避免雙重課稅協定。